# Юлесола
Юлесо́ла (рос. Юлесола, марій. Йӱлесола) — присілок у складі Моркинського району Марій Ел, Росія. Входить до складу Коркатовського сільського поселення.

## Населення
Населення — 26 осіб (2010; 39 у 2002).
Національний склад (станом на 2002 рік):
- лучні марійці — 97 %